# Conseil départemental d'Eure-et-Loir
Pour un article plus général, voir Conseil départemental.
Le conseil départemental d'Eure-et-Loir est l'assemblée délibérante du département français d'Eure-et-Loir, collectivité territoriale décentralisée. Son siège se trouve à Chartres. Il comprend trente conseillers départementaux, issus des quinze cantons d'Eure-et-Loir.

## Composition actuelle

### Exécutif
À la suite des élections départementales de 2021, Christophe Le Dorven (d), conseiller départemental LR pour le canton de Dreux-1, est élu président du conseil départemental.

### Conseillers départementaux
| Canton                               | Conseillère                | Conseiller               |
| ------------------------------------ | -------------------------- | ------------------------ |
| Canton d'Anet                        | Évelyne Lefebvre           | Francis Pecquenard       |
| Canton d'Auneau                      | Annie Camuel               | Stéphane Lemoine         |
| Canton de Brou                       | Danièle Carrouget          | Claude Térouinard        |
| Canton de Chartres-1                 | Karine Dorange             | Étienne Rouault          |
| Canton de Chartres-2                 | Élisabeth Fromont          | Franck Masselus          |
| Canton de Chartres-3                 | Isabelle Vincent           | Rémi Martial             |
| Canton de Châteaudun                 | Alice Baudet               | Joël Billard             |
| Canton de Dreux-1                    | Évelyne Delaplace          | Christophe Le Dorven (d) |
| Canton de Dreux-2                    | Sylvie Honneur             | Jacques Lemare           |
| Canton d'Épernon                     | Anne Bracco                | Jean-Noël Marie          |
| Canton d'Illiers-Combray             | Laure de La Raudière       | Hervé Buisson            |
| Canton de Lucé                       | Emmanuelle Boutet-Gélimeau | Bertrand Massot          |
| Canton de Nogent-le-Rotrou           | Stéphanie Coutel           | Eric Gérard              |
| Canton de Saint-Lubin-des-Joncherets | Christelle Minard          | Xavier Nicolas           |
| Canton des Villages Vovéens          | Delphine Breton            | Marc Guerrini            |

#### Évolution de la composition des groupes politiques
- 2004 (renouvellement) : à l'issue des élections cantonales, la majorité perd le canton de Chartres-Sud-Ouest (dont le sortant était Gérard Cornu) au profit de la minorité ; Georges Lemoine (canton de Chartres-Sud-Est) quitte le groupe de la minorité et siège en tant que non-inscrit jusqu'en 2008 ;

- 2006 : à l'occasion d'une élection partielle, la majorité perd le canton de Lucé au profit de la minorité ;

- 2007 : le conseiller général du canton de Nogent-le-Roi, qui siégeait en tant que non-inscrit et celui du canton de Châteauneuf-en-Thymerais, qui siégeait dans la minorité, rejoignent le groupe de la majorité ; la conseillère générale du canton de Chartres-Sud-Ouest, qui siégeait dans la minorité, s'apparente au groupe majoritaire ;

- 2008 (renouvellement) : la majorité gagne deux sièges, l'un aux dépens de la minorité (canton de La Loupe), l'autre des non-inscrits (Chartres-Sud-Est) ; la minorité gagne un siège aux dépens de la majorité (canton de Dreux-Est) ;

- 2010 : la conseillère générale du canton de Chartres-Sud-Ouest met fin à son apparentement et siège en non-inscrite ;

- 2011 (renouvellement) : la majorité gagne un siège aux dépens des non-inscrits (Chartres Sud-Ouest) ;

- 2015 (renouvellement) : cette élection est marquée par la réforme du mode de scrutin. Tout d'abord, le nombre de cantons passe de 29 à 15. Cependant le nombre d'élus passe de 29 à 30, étant donné que la réforme suppose qu'il y ait 2 élus par canton. Au terme de cette élection, la droite frôle le grand chelem en remportant 14 des 15 cantons, le canton de Lucé est désormais le seul canton de gauche du département.

Néanmoins les élus de droite ne s'entendent pas pour former un groupe unique, c'est la fin du GAEL (gagner avec l'Eure-et-Loir), le groupe rassemblant des élus de droite et des non-inscrits pour former un groupe majoritaire pour la période 2008-2015. La majorité se compose de deux groupes distincts : le groupe « Union pour les Euréliens »,  composé d'élus LR, UDI et DVD, et le groupe « Les Républicains d'Eure-et-Loir », qui rassemble exclusivement des élus LR.

## Liste des présidents

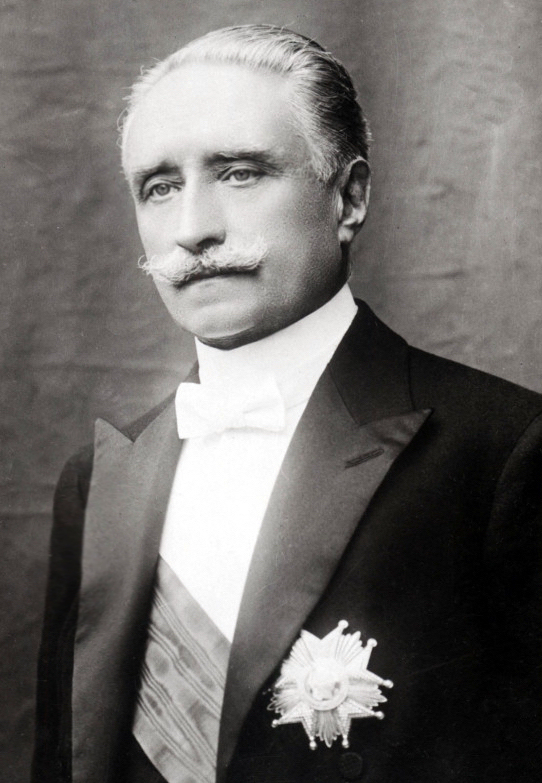
Paul Deschanel, conseiller général d'Eure-et-Loir de 1895 et 1919, élu président de la République française en 1920.

## Identité visuelle

Logo d'Eure-et-Loir (conseil général) de 1999 à 2015.
Logo d'Eure-et-Loir (conseil départemental) de 2015 à 2019.
Logo d'Eure-et-Loir (conseil départemental) depuis 2019.